# Łukasz Ewangelista (obraz El Greca)
Łukasz Ewangelista – obraz hiszpańskiego malarza pochodzenia greckiego Dominikosa Theotokopulosa, znanego jako El Greco.
Święty Łukasz nigdy nie był apostołem Jezusa a mimo to El Greco kilkakrotnie umieszczał go w swoich cyklach Apostolados. Zajmował on miejsce Świętego Bartłomieja. Malarz kilkakrotnie podjął się namalowania cyklu dwunastu portretów świętych i portretu Zbawiciela. Wszystkie miały te same formaty, sześciu apostołów zwróconych jest w prawo, sześciu w lewo a Chrystus frontalnie błogosławi wiernych. Wszystkie obrazy przeznaczone były do jednego pomieszczenia. Do dziś zachowały się w komplecie jedynie dwa zespoły; jeden znajduje się w zakrystii katedry w Toledo a drugi w Museo del Greco.

## Opis obrazu
Niektórzy krytycy portret świętego Łukasza uważają za autoportret El Greca. Jego rysy przypominają znane wcześniejsze wizerunki malarza. Łukasz został ukazany w zielonej szacie, ma wydłużoną głowę, wysokie czoło, ściśniętą skroń, orli nos i wystającą wargę. W rękach trzyma pióro i Biblie zwróconą w kierunku widza, otwartą na wizerunku Madonny co ma nawiązywać do Ewangelii Łukasza, której miał być autorem i jednocześnie do jego legendarnej profesji związanej z malarstwem a ściśle z pisaniem ikon. Przypisuje mu się autorstwo wielu ikon, w tym powszechnie czczonego w średniowiecznym Bizancjum obrazu Marii Theotokos. Madonna prezentowana przez Ewangelistę nie przypomina jednak Marii bizantyjskiej, lecz ma cechy Madonny malarzy sieneńskich. Gest jakim trzyma pióro nawiązuje do gestu św. Ildefonsa z obrazu Święty Ildefons